# Hadula optima
Hadula optima är en fjärilsart som beskrevs av Alphéraky 1897. Hadula optima ingår i släktet Hadula och familjen nattflyn. Inga underarter finns listade i Catalogue of Life.